# 세포체
세포체(細胞體, soma, cell body) 또는 신경세포체(神經細胞體)는 뉴런의 한 부분으로, 핵을 포함한 부분이다. 뉴런에 영양을 공급하고 유지시키는 일을 한다. 보통의 체세포와 같이 핵과 미토콘드리아, 세포막이 있다. 신경 세포체는 뉴런에 따라 그 종류와 크기가 매우 다양하다. 'Soma'라는 단어는 그리스어로 '몸통'을 뜻하는 'σῶμα'에서 유래했다. 대개 뉴런의 일부를 가리키지만 별아교세포, 희소돌기아교세포, 미세아교세포 등에서 쓰이기도 한다. 여러 가지 특수한 형태의 뉴런이 존재하는데, 무척추동물의 가장 작은 뉴런과 큰 뉴런의 크기는 각각 5μm, 10mm에 이른다.

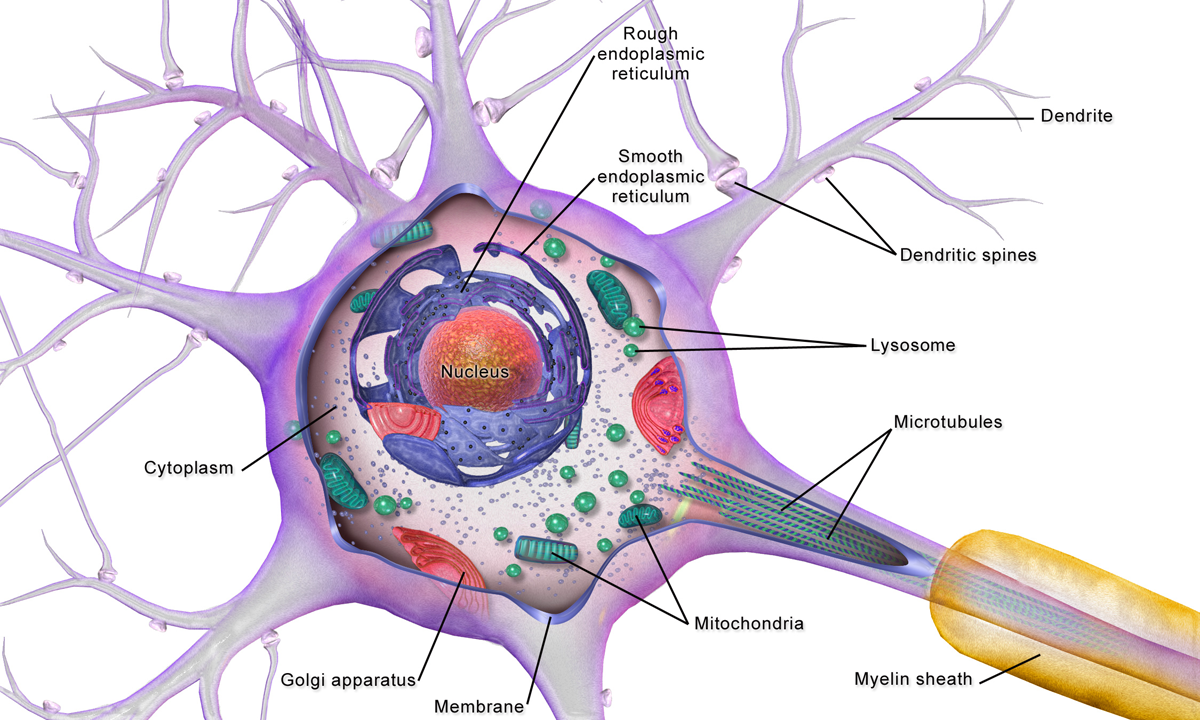

뉴런의 세포체는 가지돌기가 갈라져 나온 주된 부분이며, 여러 가지 세포 소기관이 들어 있다. 세포체의 세포 소기관에는 니슬소체라고 하는 과립이 있다. 니슬소체는 대부분 거친면 소포체이나 유리 상태의 폴리리보솜으로 이루어져 있다. 세포체의 가장 큰 특징은 세포핵이다. 뉴런에서 만들어지는 대부분의 RNA는 세포핵에서 나온다. 일반적으로 mRNA에서 만들어지는 대부분의 단백질은 세포핵에서 멀리 이동하지는 않는다. 이 때문에 세포핵에서 1m 이상 떨어져 있기도 한 축삭 말단까지 새로운 단백질을 공급하는 것이 어려워진다. 축삭의 말단에는 미세소관 관련 운동단백질이 포함되어 있다. 운동단백질은 단백질이 들어 있는 소포를 세포체에서 축삭 말단의 시냅스까지 수송한다. 이렇게 분자가 세포체에서 출발하여 수송되어야 세포의 기능이 유지될 수 있다. 뉴런의 경우 세포체는 많은 양의 억제 시냅스를 받아들이고, 이를 통해 뉴런의 활성이 조절된다. 또한 미세아교세포의 돌기가 세포체와 시냅스하여 지속적으로 뉴런의 기능을 감시하며, 필요한 경우 신경보호 기능을 한다.
축삭둔덕은 신경세포체에서 축삭이 뻗어나오는 부위이다. 이 부분에는 다량의 니슬소체와 폴리리보솜이 존재하여 단백질 합성이 많이 일어난다. 축삭둔덕 안에서 물질들은 축삭으로 들어가는 물질(축삭의 세포골격 구조를 이루는 구성 성분, 미토콘드리아 등)과 세포체에 남는 물질로 나뉘게 된다. 또한 축삭둔덕에는 많은 수의 전압 개폐 통로가 존재하는 특수한 세포막이 있는데, 이는 축삭둔덕에서 활동전위가 가장 자주 시작되기 때문이다.
일부 감각신경세포의 생존은 세포자멸사를 방지하는 생존인자와 축삭 말단의 접촉에 의존적이다. 생존인자는 신경영양인자로, 신경성장인자(NGF)와 같은 분자가 여기 포함된다. 신경성장인자는 축삭 말단의 수용체와 상호작용하여 신호를 만들고, 이 신호는 축삭을 타고 세포체까지 전달된다. 축삭 말단에서 어떻게 이러한 생존 신호가 전달되는지에 대한 최신 이론은 신경성장인자 수용체가 축삭 말단에서 세포내이입되고, 이 이입된 소포가 축삭을 통해 수송된다고 주장한다.

## 같이 보기
- 신경 세포
- 신경절